# Poética Saudade Fado Belém

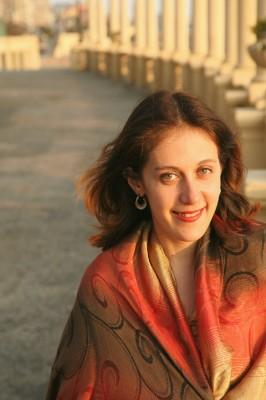
Die Sängerin der Gruppe, Marcela Ortiz Aznar

Poética Saudade Fado de Belém ist eine Fado-Gruppe aus Mexiko.

## Werdegang
Die Gruppe gründete sich 2003 auf Initiative der in den USA geborenen Mexikanerin Marcela Ortiz Aznar. Sie interessiert sich für alternative Musik und entwickelte außerdem eine besondere Vorliebe für Portugal. So entdeckte sie über die Musik von Madredeus den Fado für sich, und beschloss, ihn in Mexiko bekannt zu machen. Marcela Ortiz Aznar wird von wechselnden mexikanischen Musikern begleitet. Inzwischen ist die Gruppe auch schon in Lissabon aufgetreten und hat verschiedene CDs produziert, die sich stark am klassischen Fado orientieren, in einigen Stücken aber auch mit Einflüssen alternativer Musik experimentieren.

## Diskografie
- 2009: Nosso Fado (Album)
- 2007: Stravaganza (Album)
- 2006: Desvario (Single)